# Clásico San Antonio de Padua
Le Clásico San Antonio de Padua Guayama est une course cycliste masculine sur route disputée dans la municipalité de Guayama, au Porto Rico. En 2010, l'épreuve fait partie du calendrier de l'UCI America Tour en catégorie 1.2. Depuis 2011, elle est réservée aux amateurs.

## Palmarès depuis 2009
| Année     | Vainqueur          | Deuxième          | Troisième          |
| --------- | ------------------ | ----------------- | ------------------ |
| 2009      | Emile Abraham      | Edgardo Richiez   | Gabriel Acaba      |
| 2010      | Alexander González | Heberth Gutiérrez | Carlos Alzate      |
| 2011      | Alexander González | Tedis Vargas      | Heberth Gutiérrez  |
| 2012      | Edgardo Richiez    |                   |                    |
| 2013 (I)  | Eduardo Colón      | Fernando García   | Rolf-Martin Vieten |
| 2013 (II) | Rubén Borrero      | Eduardo Colón     | Efrén Ortega       |
| 2014      | Efrén Ortega       | Eduardo Colón     | Edgardo Richiez    |
| 2015      | Juan Martínez      | Ahulee Rivera     | Ricky Morales      |
| 2016      | Brian Babilonia    | Agustín Font      | Elvys Reyes        |
| 2017      | Elvys Reyes        | Xavier Santana    | William Arce       |
| 2018-2021 | Pas organisé       |                   |                    |
| 2022      | Gaby de Jesús      | Rubén Aponte      | Waldy Ferrer       |
| 2023      | Jacob Morales      | Gustavo Mattei    | Luis David         |